# Friedrich Trüssel
Friedrich Trüssel (* 18. April 1873 in Langenthal; † 4. Oktober 1965 in Bern) war ein Schweizer Militärjurist.

## Leben
Trüssel promovierte (vor) 1908 an der Juristischen Fakultät der Universität Bern mit einer Dissertation über Das Institut der Staatsanwaltschaft im bernischen Recht und wurde Fürsprecher. Bis 1918 war er Oberrichter. Ab 1921 war er Oberauditor der Schweizer Armee. Er war zudem Präsident der Bernischen Kunstgesellschaft."
Trüssels Tochter Marie-Marguerite heiratete 1925 Heinrich Rothmund.